# Jorge Luz
Oscar Jorge Da Lus Borbón (Empalme San Vicente, hoy Alejandro Korn, 8 de mayo de 1922 - Buenos Aires, 14 de julio de 2012), conocido como Jorge Luz, fue un actor, humorista e imitador argentino.

## Biografía
Realizó sus estudios en la escuela Otto Krause; abandonó para comenzar a actuar en Radio Argentina en el elenco de Pedro Tocci, donde actuaba su hermana Aída Luz. En esa radio hizo Juan Moreira, con Malvina Pastorino, imitó en Radio Belgrano y participó en Doctor Justo Justino Leyes,  doctor en trampas y leyes.
Incursionó en varios radioteatros y filmes como extra, se inició en la película “…Y mañana serán hombres”, de Carlos Borcosque e integró compañías teatrales.
Su gran salto lo dio al integrar el grupo “Los Cinco Grandes del Buen Humor”, junto con Zelmar Gueñol, Rafael Carret, Guillermo Rico y Juan Carlos Cambón, con quienes realizó películas y giras internacionales por América y España.
En 1957, participó con la obra teatral “Los chismes de las mujeres”, en la inauguración del Teatro Caminito, dirigido por Cecilio Madanes, quien también lo dirigió en otras obras como “Las travesuras de Scapin”, “La zapatera prodigiosa”, “Una viuda difícil”, “La pérgola de las flores” y “La verbena de la paloma”. 
Intervino en espectáculos de café-concert como “Luz verde” y “Ambar, Luz y Sombra”, en obras teatrales como “La dama de las camelias” e incursionó en teatros de revistas. Además imitó a grandes figuras del espectáculo como Tita Merello y Berta Singerman. Amigo y socio de Niní Marshall, hizo sainete, zarzuela, comedia, teatro clásico, comedia musical, etc.
En la década de 1980, dirigido por Cecilio Madanes, participó en la obra teatral “Sábado, Domingo y Lunes”. Participó en 31 películas, entre ellas “Los celos de Cándida”, con Niní Marshall, “Cuidado con las imitaciones”, “Cinco grandes y una chica”, con Nelly Láinez, "Cinco locos en la pista", "Veraneo en Mar del Plata", entre otras. 
Fue elegido Mejor Actor de Reparto y en 1988 obtuvo un premio internacional en el Festival de Huelva  por su labor en "Abierto de 18 a 24". También participó en televisión en ciclos como “El humor de Niní Marshall”. En 1991 recibió el Premio Konex - Diploma al Mérito en la disciplina Actor de Comedia Cine y Teatro.
Junto a Jorge Porcel, además de actuar en televisión en Las gatitas y ratones de Porcel, La Tota y la Porota y “La Piñata”, coprotagonizó varias obras de teatro.
Fue homenajeado, junto con su hermana, por la Asociación Amigos del Teatro Cervantes. En 2005 fue entrevistado para realizar una película en homenaje a la actriz Niní Marshall. Su hermana fue la gran actriz Aída Luz. En 2007 recibió el Premio Cóndor de Plata a la trayectoria que entrega la Asociación de Cronistas Cinematográficos de la Argentina. En 2010 fue declarado Ciudadano Ilustre de la Ciudad Autónoma de Buenos Aires.

## La Tota y la Porota
El exitoso programa La Tota y la Porota -originalmente como un segmento del programa Las gatitas y ratones de Porcel- estaba inspirado en una conversación de dos mujeres que Jorge Luz y Jorge Porcel habían improvisado mientras esperaban en un pasillo, cuando Javier Portales, de modo gracioso les preguntó "¿cómo les va a las señoras?". 
Luz se encargó de ponerle nombre a los personajes. Para el suyo eligió Porota, inspirado en una amiga de barrio que él tenía, y Tota fue creado también por Jorge Luz, teniendo en cuenta que debía ser un nombre que le quedara bien a Jorge Porcel, “algo que suene grande”, y eligió Tota. 
Nació como un segmento en el programa televisivo Las gatitas y ratones de Porcel. Debido a su popularidad, con el tiempo se transformó en un programa propio. 
Fue emitido como sketch entre 1987 y 1990 y ya como programa en 1994, protagonizado por ellos y de invitados a figuras como Roberto Galán, Pimpinela, Juan Carlos Mesa, Víctor Hugo Morales, Violeta Rivas, Jorge Sobral, Silvio Soldán, Tusam, José José, entre otros.

## Fallecimiento
Murió en el Sanatorio de La Providencia, en el barrio de Balvanera de la Ciudad de Buenos Aires, internado durante dos semanas a raíz de una afección pulmonar. Su cuerpo descansa junto al de su hermana en el Panteón de la Asociación Argentina de Actores en el Cementerio de la Chacarita.

## Filmografía en Argentina
- La película de Niní (2005)
- India Pravile (2003)
- Loco, posee la fórmula de la felicidad (2001)
- El juguete rabioso (1998)
- Sol de otoño (1996)
- De eso no se habla (1993)
- La peste (1991)
- Delito de corrupción (1991)
- Abierto de 18 a 24 (1988)
- ¡Yo también tengo fiaca! (1978)
- Juguemos en el mundo (1971)
- Somos los mejores (1968)
- Coche cama, alojamiento (1968)
- Nacidos para cantar (1965)
- Canuto Cañete y los 40 ladrones (1964)
- El satélite chiflado (1956)
- África ríe (1956)
- Los peores del barrio (1955)
- Veraneo en Mar del Plata (1954)
- Desalmados en pena (1954)
- Trompada 45 (1953)
- Vigilantes y ladrones (1952)
- La patrulla chiflada (1952)
- Locuras, tiros y mambo (1951)
- Fantasmas asustados (1951)
- Cinco locos en la pista (1950)
- Cinco grandes y una chica (1950)
- Cuidado con las imitaciones (1948)
- La suerte llama tres veces (1943)
- Los celos de Cándida (1940)
- ...y mañana serán hombres (1939)